# Браун, Маркус (баскетболист)
Маркус Джеймс Браун (англ. Marcus James Brown; род. 3 апреля 1974, Уэст-Мемфис, Арканзас) — американский баскетболист, игравший на позициях атакующего защитника и разыгрывающего защитника.

## Студенческая карьера
Маркус Браун окончил школу в Уэст-Мемфис (штат Арканзас). Затем поступил в университет Мюррей Стэйт, где играл четыре сезона за баскетбольную команду «Мюррей Стэйт Рэйсерс».
В сезоне 1992/1993 он сыграл 30 матчей, в которых проводил в среднем на площадке 19,7 минуты. Маркус Браун набирал в среднем 8,9 очков за игру с процентом реализации 2-х очковых бросков 48,8, а 3-х очковых — 36,0. Также он в среднем за матч делал 2,8 подборов и отдавал 1,1 передачи.
В сезоне 1993/1994 он сыграл 29 матчей, в которых проводил в среднем на площадке 25,8 минуты. Маркус Браун набирал в среднем 18,1 очков за игру с процентом реализации 2-х очковых бросков 50,3, а 3-х очковых — 30,6. Также он в среднем за матч делал 3,8 подбора и отдавал 2,7 передачи.
В сезоне 1994/1995 он сыграл 30 матчей, в которых проводил в среднем на площадке 32,4 минуты. Маркус Браун набирал в среднем 22,4 очков за игру с процентом реализации 2-х очковых бросков 51,0, а 3-х очковых — 37,0. Также он в среднем за матч делал 4,9 подбора и отдавал 2,1 передачи.
В сезоне 1995/1996 он сыграл 29 матчей, в которых проводил в среднем на площадке 37,2 минуты. Маркус Браун набирал в среднем 26,4 очков за игру с процентом реализации 2-х очковых бросков 47,4, а 3-х очковых — 42,3. Также он в среднем за матч делал 4,8 подбора и отдавал 4,1 передачи.

## Профессиональная карьера
Маркус Браун был выбран на драфте НБА 1996 года (считается одним из сильнейших драфтов за всю историю НБА) командой «Портленд Трэйл Блэйзерс» под 46-м номером. Он сыграл 21 игру в сезоне НБА 1996/1997 за команду из Портленда, где набирал в среднем 4 очка за матч за 9 минут игрового времени, проведённого на площадке. Браун реализовывал 3-х очковые броски с 41-м процентом в его сезоне новичков. Затем он подписал контракт с «Ванкувер Гриззлис», но не выступал за них в сезоне 1997/1998.
Потом в течение сезона 1998 «Гриззлис» отпустили его и Маркус Браун подписал контракт с клубом французской лиги «Элан Беарне» до конца сезона 1997/1998. Его средние 20,5 очков за матч во французском первенстве помогли привести «Элан Беарне» к [чемпионскому титулу в 1998 году. К сожалению, Маркус Браун травмировал переднюю крестообразную связку колена в финальной игре французского плей-оффа.
Браун пропустил весь сезон 1998/1999 из-за травмы колена. Затем он снова играл в НБА в составе «Детройт Пистонс» в начале сезона 1999/2000. За «Пистонс» Маркус Браун провел 6 матчей регулярного сезона, после чего клуб отчислил его. Он вернулся во французскую лигу, где подписал контракт с клубом «Лимож» до конца сезона 1999/2000. С Лиможем Браун выиграл чемпионат и кубок Франции, а также Кубок Корача. Его признали MVP сезона французской лиги, а также назвали самым ценным игроком плей-оффа.
После доминирования в течение двух сезонов во французской лиге, Маркус Браун перешёл в более сильный чемпионат Италии, где подписал контракт с клубом «Бенеттон», который выступал в Евролиге в сезоне 2000/2001. С Бенеттоном он дебютировал в Евролиге и набирал там в среднем 19,9 очков за матч. По окончании сезона Маркус Браун заключил соглашение с одним из больших клубов Евролиги и чемпионата Турции «Эфес Пилсен».
В течение двух следующих сезонов с Эфес Маркус Браун доминировал в турецкой лиге, так как он выиграл по два раза первенство Турции и кубок Турции, а также признавался MVP чемпионата Турции (2002). Его также включили в сезоне 2002/2003 во вторую команду сборной всех звёзд Евролиги, где он набирал в среднем 19,6 очков за матч. Затем Браун перешёл в чемпионат России в ЦСКА.
В следующие два сезона в ЦСКА Маркус Браун выиграл Кубок России и дважды становился чемпионом России. В сезоне 2003/2004 он вошёл в первую сборную всех звёзд Евролиги, в 2004/2005 — во вторую команду.
Маркус Браун провел следующие два сезона в Испании, где выступал за «Уникаху». В 2006 году он помог клубу из Малаги впервые выиграть в своей истории чемпионат Испании.
После двух проведенных сезонов в «Уникахе» Маркус Браун перешёл в клуб из Каунаса «Жальгирис». В сезоне 2007/2008 с «Жальгирисом» он выиграл чемпионат Литвы, кубок Литвы и первенство Балтийской лиги. Маркуса Брауна назвали самым ценным игроком финала плей-офф чемпионата Литвы по баскетболу 2007/2008.
19 октября 2008 года «Маккаби» из Тель-Авива, который выступал в евролиги, арендовал Брауна у Жальгириса. В составе Маккаби он стал чемпионом Израиля 2009.
В 2009 году Браун вернулся в «Жальгирис» и помог клубу выиграть Балтийскую лигу.
В октябре 2009 года было объявлено, что Маркус Браун был введен в зал спортивной славы университета Мюррэй Стэйт.
25 ноября 2009 года Браун стал одним из четырёх игроков, которые реализовали 300 и более трёхочковых бросков.
17 октября 2011 года в Каунасе на «Жальгирис-Арене» в большом перерыве матча открытия Евролиги между «Жальгирисом» и ЦСКА состоялось чествования в честь завершения спортивной карьеры Маркуса Брауна/

## Характеристика игрока
Маркус Браун, игравший на позиции атакующего защитника, являлся лучшим бомбардиром в истории Евролиги с результатом 2715 очков за карьеру, но его обошёл 24 ноября 2011 игрок Барселоны Хуан Карлос Наварро. 11 марта 2009 года он стал первым игроком, который набрал свыше 2500 очков в истории главного клубного европейского соревнования по баскетболу с сезона 2000/2001. В 2008 году он превзошёл достижения Луиса Сколы, бывшим до этого лучшим снайпером Евролиги.
Как высококвалифицированный игрок, который всегда был способен оказать влияние на топ-уровень европейских команд, Маркус Браун трижды сыграл в Финале четырёх Евролиги: 2004, 2005 и 2007. Он также трижды выбирался в сборные всех звёзд Евролиги: в первую сборную в 2004 году, во вторую сборную в 2003 и 2005 годах. Маркус Браун был номинирован в число 50 человек, внёсших наибольший вклад в развитие Евролиги, но в окончательный список не вошёл.

## Статистика

### Статистика в НБА
| Сезон                                                                                    | Команда  | Регулярный сезон | Регулярный сезон | Регулярный сезон | Регулярный сезон | Регулярный сезон | Регулярный сезон | Регулярный сезон | Регулярный сезон | Регулярный сезон | Регулярный сезон | Регулярный сезон | Серия плей-офф | Серия плей-офф | Серия плей-офф | Серия плей-офф | Серия плей-офф | Серия плей-офф | Серия плей-офф | Серия плей-офф | Серия плей-офф | Серия плей-офф | Серия плей-офф |
| Сезон                                                                                    | Команда  | GP               | GS               | MPG              | FG%              | 3P%              | FT%              | RPG              | APG              | SPG              | BPG              | PPG              | GP             | GS             | MPG            | FG%            | 3P%            | FT%            | RPG            | APG            | SPG            | BPG            | PPG            |
| ---------------------------------------------------------------------------------------- | -------- | ---------------- | ---------------- | ---------------- | ---------------- | ---------------- | ---------------- | ---------------- | ---------------- | ---------------- | ---------------- | ---------------- | -------------- | -------------- | -------------- | -------------- | -------------- | -------------- | -------------- | -------------- | -------------- | -------------- | -------------- |
| 1996/97                                                                                  | Портленд | 21               | 0                | 8,8              | 40,0             | 40,6             | 68,4             | 0,7              | 1,0              | 0,4              | 0,1              | 3,9              | Не участвовал  | Не участвовал  | Не участвовал  | Не участвовал  | Не участвовал  | Не участвовал  | Не участвовал  | Не участвовал  | Не участвовал  | Не участвовал  | Не участвовал  |
| 1999/00                                                                                  | Детройт  | 6                | 0                | 7,5              | 28,6             | 0,0              | 100,0            | 1,2              | 0,5              | 0,0              | 0,0              | 1,7              | Не участвовал  | Не участвовал  | Не участвовал  | Не участвовал  | Не участвовал  | Не участвовал  | Не участвовал  | Не участвовал  | Не участвовал  | Не участвовал  | Не участвовал  |
|                                                                                          | Всего    | 27               | 0                | 8,5              | 38,1             | 33,3             | 71,4             | 0,8              | 0,9              | 0,3              | 0,1              | 3,4              | Не участвовал  | Не участвовал  | Не участвовал  | Не участвовал  | Не участвовал  | Не участвовал  | Не участвовал  | Не участвовал  | Не участвовал  | Не участвовал  | Не участвовал  |
| Наведите курсор мыши на аббревиатуры в заголовке таблицы, чтобы прочесть их расшифровку. |          |                  |                  |                  |                  |                  |                  |                  |                  |                  |                  |                  |                |                |                |                |                |                |                |                |                |                |                |

### Статистика в NCAA
| Сезон | Команда      | Conf  | Class | GP  | GS | MPG  | FG%  | 3P%  | FT%  | RPG | APG | SPG | BPG | PPG  |
| --- | ------------ | ----- | ----- | --- | -- | ---- | ---- | ---- | ---- | --- | --- | --- | --- | ---- |
| 1992/93 | Мюррей Стэйт | OVC   | FR    | 30  | 3  | 19,7 | 48,8 | 36,0 | 78,9 | 2,8 | 1,1 | 1,1 | 0,2 | 8,9  |
| 1993/94 | Мюррей Стэйт | OVC   | SO    | 29  | 28 | 25,8 | 50,3 | 30,6 | 83,9 | 3,8 | 2,7 | 2,0 | 0,3 | 18,1 |
| 1994/95 | Мюррей Стэйт | OVC   | JR    | 30  | 30 | 32,4 | 51,0 | 37,0 | 89,6 | 4,9 | 2,1 | 2,5 | 0,3 | 22,4 |
| 1995/96 | Мюррей Стэйт | OVC   | SR    | 29  | 29 | 37,2 | 47,4 | 42,3 | 84,1 | 4,8 | 4,1 | 2,2 | 0,3 | 26,4 |
| Всего | Всего        | Всего | Всего | 118 | 90 | 28,7 | 49,3 | 37,2 | 84,9 | 4,1 | 2,5 | 2,0 | 0,3 | 18,9 |
| Наведите курсор мыши на аббревиатуры в заголовке таблицы, чтобы прочесть их расшифровку Статистика приведена с сайта sports-reference.com |              |       |       |     |    |      |      |      |      |     |     |     |     |      |

### Статистика в других лигах
| Сезон | Команда              | Лига                 | GP  | GS  | MPG  | FG%  | 3P%  | FT%   | RPG | APG | SPG | BPG | PFL | TOV | PPG  |
| --- | -------------------- | -------------------- | --- | --- | ---- | ---- | ---- | ----- | --- | --- | --- | --- | --- | --- | ---- |
| 2000/01 | Бенеттон             | Евролига             | 10  | 9   | 32,7 | 48,8 | 41,8 | 86,4  | 2,9 | 2,7 | 1,9 | 0,0 | 2,7 | 1,9 | 18,7 |
| 2001/02 | Анадолу Эфес         | Евролига             | 11  | 10  | 33,9 | 50,9 | 49,2 | 84,2  | 3,0 | 4,0 | 1,5 | 0,1 | 3,1 | 2,0 | 17,7 |
| 2002/03 | Анадолу Эфес         | Евролига             | 19  | 19  | 35,4 | 51,3 | 44,2 | 84,3  | 2,6 | 2,6 | 1,3 | 0,1 | 2,4 | 2,0 | 19,6 |
| 2003/04 | ЦСКА                 | Евролига             | 21  | 21  | 34,3 | 51,0 | 38,2 | 88,0  | 2,3 | 4,2 | 1,4 | 0,1 | 2,6 | 2,2 | 18,7 |
| 2004/05 | ЦСКА                 | Евролига             | 24  | 24  | 32,4 | 42,8 | 33,0 | 80,4  | 2,9 | 3,1 | 1,3 | 0,0 | 2,5 | 2,3 | 16,0 |
| 2005/06 | Все клубы            | Все лиги             | 65  | 59  | 28,7 | 46,5 | 36,8 | 87,7  | 2,0 | 2,3 | 0,8 | 0,1 | 2,8 | 2,0 | 14,7 |
| 2005/06 | Уникаха              | Чемпионат Испании    | 45  | 39  | 27,3 | 48,2 | 36,8 | 89,1  | 1,7 | 2,2 | 0,8 | 0,0 | 2,9 | 1,8 | 14,4 |
| 2005/06 | Уникаха              | Евролига             | 20  | 20  | 31,9 | 43,4 | 36,8 | 84,5  | 2,7 | 2,5 | 0,7 | 0,3 | 2,4 | 2,4 | 15,3 |
| 2006/07 | Все клубы            | Все лиги             | 21  | 12  | 21,9 | 40,9 | 42,5 | 82,9  | 1,4 | 1,2 | 0,8 | 0,0 | 2,5 | 1,7 | 8,2  |
| 2006/07 | Уникаха              | Чемпионат Испании    | 13  | 10  | 23,6 | 44,0 | 45,3 | 76,0  | 1,4 | 1,2 | 1,0 | 0,0 | 2,8 | 1,7 | 9,0  |
| 2006/07 | Уникаха              | Евролига             | 8   | 2   | 19,2 | 35,4 | 35,0 | 93,8  | 1,5 | 1,3 | 0,5 | 0,0 | 2,1 | 1,8 | 7,0  |
| 2007/08 | Жальгирис            | Евролига             | 20  | 20  | 29,9 | 47,4 | 41,8 | 90,6  | 2,4 | 1,4 | 0,6 | 0,2 | 2,3 | 1,8 | 14,5 |
| 2008/09 | Маккаби (Тель-Авив)  | Евролига             | 16  | 15  | 29,7 | 47,8 | 41,7 | 78,2  | 2,3 | 2,2 | 0,6 | 0,0 | 2,6 | 1,2 | 12,3 |
| 2009/10 | Жальгирис            | Евролига             | 16  | 16  | 25,4 | 39,3 | 39,7 | 93,6  | 2,0 | 1,7 | 0,5 | 0,1 | 2,1 | 1,6 | 11,6 |
| 2010/11 | Жальгирис            | Евролига             | 6   | 3   | 16,3 | 23,5 | 30,8 | 100,0 | 1,2 | 0,8 | 0,2 | 0,2 | 2,5 | 1,0 | 3,7  |
| Всего | Всего                | Всего                | 229 | 208 | 29,6 | 46,4 | 39,7 | 85,8  | 2,2 | 2,4 | 1,0 | 0,1 | 2,6 | 1,9 | 14,6 |
| В Евролиге | В Евролиге           | В Евролиге           | 171 | 159 | 30,6 | 46,2 | 39,8 | 85,2  | 2,5 | 2,6 | 1,0 | 0,1 | 2,5 | 1,9 | 15,1 |
| В чемпионате Испании | В чемпионате Испании | В чемпионате Испании | 58  | 49  | 26,5 | 47,5 | 38,9 | 87,8  | 1,7 | 2,0 | 0,9 | 0,0 | 2,9 | 1,8 | 13,2 |
| Наведите курсор мыши на аббревиатуры в заголовке таблицы, чтобы прочесть их расшифровку Статистика приведена с сайта basketball.realgm.com |                      |                      |     |     |      |      |      |       |     |     |     |     |     |     |      |

## Достижения
- Чемпион Франции: 1997/1998, 1999/2000.
- Обладатель Кубка Франции: 1999/2000.
- Кубка Корача: 1999/2000
- Чемпион Турции: 2001/2002, 2002/2003.
- Обладатель Кубка Турции: 2002/2003.
- Чемпион России : 2003/2004, 2004/2005.
- Обладатель Кубка России: 2004/2005.
- Чемпион Испании: 2005/2006.
- Чемпион Балтийской лиги: 2007/2008, 2009/2010, 2010/2011.
- Обладатель Кубка Литвы: 2007/2008, 2010/2011
- Чемпион Литвы: 2007/2008, 2010/2011.
- Чемпион Израиля: 2008/2009